# Jamlitz
Jamlitz este o comună din landul Brandenburg, Germania. Se află la o altitudine de 54 m deasupra nivelului mării. Are o suprafață de 42,76 km² și 43,44 km². Populația este de 526 locuitori, determinată în 30 septembrie 2019, prin actualizare statistică[*].